# Waldburg-Friedburg-Scheer-Dürmentingen

Stemma di Waldburg-Friedburg-Scheer-Dürmentingen

Waldburg-Friedburg-Scheer-Dürmentingen (detta anche Waldburg-Scheer) fu una Contea posta a Sud-Est del Baden-Württemberg, in Germania. Waldburg-Friedburg-Scheer-Dürmentingen derivò dalla partizione del Waldburg-Trauchburg, al quale tornò nel 1764.

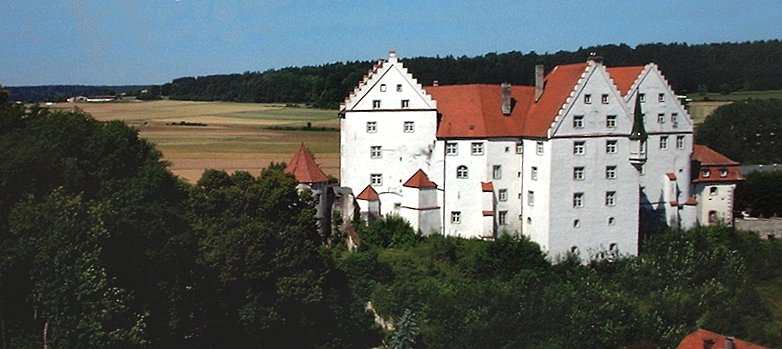
Il castello di Scheer

## Conti di Waldburg-Friedburg-Scheer-Dürmentingen
- 1717-1756: Joseph Wilhelm Eusebius
- 1756-1764: Leopold August

estinzione della casata